# 조시 화이트하우스
조시 화이트하우스(영어: Josh Whitehouse)는 잉글랜드의 배우이다. 넷플릭스 크리스마스 영화 《크리스마스에 기사가 올까요?》에서 14세기에서 현대로 온 기사 '콜 경' 역으로 출연했다. 드라마 《왕좌의 게임》의 프리퀄 드라마에 주연으로 캐스팅되었었으나 작품이 취소되었다.